# Osowa (powiat lubelski)
Osowa – wieś w Polsce, położona w województwie lubelskim, w powiecie lubelskim, w gminie Bychawa.
Wieś położona 6 km na północny wschód od Bychawy, a 23 km na południe od Lublina. Leży przy drodze wojewódzkiej nr 836
W latach 1975–1998 wieś należała administracyjnie do województwa lubelskiego.
Wieś stanowi sołectwo gminy Bychawa. Według Narodowego Spisu Powszechnego z roku 2011 wieś liczyła 254 mieszkańców.
Wierni Kościoła rzymskokatolickiego należą do parafii Wszystkich Świętych w Bychawce.

## Historia
Według Słownika geograficznego Królestwa Polskiego z roku 1886, Osowa stanowiła wieś z folwarkiem nad rzeką Ossówką w ówczesnym powiecie lubelskim, gminie Bychawa, parafii Bychawka. Od Lublina odległa 21 wiorst.
W 1827 r. spisano tu 25 domów i 152 mieszkańców. Folwark Osowa posiadał rozległość 723 mórg (..), wieś Osowa osad 18 z gruntem 186 mórg.